# Fars
 For alternative betydninger, se Fars (provins).
Fars er en sammenrøring af flere ingredienser. Oprindelig er fars en blanding af hakkekød, æg, mel og mælk. Fars blev oprindelig brugt til at farsere (fylde) med. Fars var ikke almindeligt uden for de større køkkener før kødhakkemaskinens indtog sidst i 1800-tallet.
En fars kan være vegansk eller vegetarisk med kikærter, soja eller substitut for kød, og med sojadrik, risdrik, havredrik osv. som substitut for mælk.

## Etymologi
Ordet kommer over fransk farce fra latinsk farsum, der betyder fyld, og fra udsagnsordet farcire, der betyder at stoppe eller at fylde, da fars traditionelt har været brugt som fyld i fjerkræ og postejer.